# Edificio IBM Avenida de América
El edificio IBM Avenida de América es un edificio de Madrid, sede en la ciudad desde su construcción de la compañía estadounidense.

## Historia y características
Emplazado en el distrito de Chamartín, barrio de Prosperidad, entre las calles de Avenida de América, Corazón de María, y Santa Hortensia, fue proyectado en 1987 por Salvador Gayarre, Tomás Domínguez del Castillo y Juan Martín Baranda y la obra se extendió hasta su finalización en 1989. Se trata de un cuerpo con una planta de 150x50 m, con 10 plantas y una superficie construida de 50 000 m². La empresa se movería desde su antigua sede próxima al paseo de la Castellana en un período de crisis del sector, revitalizando la zona alrededor del nuevo emplazamiento.